# George Averoff
George M. Averoff (en griego: Γεωργιος  Αβερωφ. *Metsovo (Epiro), 15 de agosto de 1815 – 15 de julio de 1899) fue un hombre de negocios y filántropo griego.
Averoff emigró a Alejandría, Egipto siendo todavía muy joven. Es conocido por fundar durante toda su vida escuelas en Egipto y Grecia. 
Financió la restauración del Estadio Panathinaiko para los Juegos Olímpicos de Atenas 1896 a petición del príncipe Constantino. El estadio fue construido en 1895, con mármol del monte Penteli, por deseo de Averoff. El coste inicial estimado era de 580.000 dracmas, pero al final subió hasta 920.000 dracmas.
Fue parte del comité de recepción para los participantes a los Juegos Olímpicos.
Como gratitud hacia sus contribuciones, se construyó una estatua en su honor, que aún permanece, delante del estadio. Además, un crucero acorazado griego, en su tiempo el buque almirante de la flota griega, fue llamado en su honor Georgios Averof. Él había participado en su compra a cargo del estado griego.